# Torbjörn Nilsson
Torbjörn Anders Nilsson (ur. 9 lipca 1954 w Västerås) – szwedzki piłkarz występujący na pozycji napastnika.

## Kariera klubowa
Nilsson zawodową karierę rozpoczynał w 1971 roku w klubie Jonsereds IF. W 1975 roku trafił do IFK Göteborg. W 1976 roku odszedł do holenderskiego PSV Eindhoven. W 1977 roku wywalczył z nim wicemistrzostwo Holandii. W tym samym roku powrócił do IFK Göteborg. W 1979 oraz 1981 wywalczył z zespołem wicemistrzostwo Szwecji. W 1981 roku Nilsson został także królem strzelców Allsvenskan. W 1982 roku został wybrany Szwedzkim Piłkarzem Roku, a także wygrał z zespołem rozgrywki Pucharu UEFA.
Latem 1982 trafił do niemieckiego 1. FC Kaiserslautern. W Bundeslidze zadebiutował 20 sierpnia 1982 w zremisowanym 2:2 meczu z Herthą Berlin. 6 listopada 1982 w wygranym 3:0 spotkaniu z Eintrachtem Frankfurt strzelił pierwszego gola w trakcie gry w Bundeslidze. W Kaiserslautern Nilsson spędził dwa sezony.
W 1984 roku powrócił do IFK Göteborg. W tym samym roku zdobył z nim mistrzostwo Szwecji, a w 1986 wicemistrzostwo Szwecji. Od 1988 odszedł do Jonsereds IF, gdzie został grającym trenerem. W 1990 roku zakończył tam karierę.

## Kariera reprezentacyjna
W reprezentacji Szwecji Nilsson zadebiutował 11 sierpnia 1976 w wygranym 6:0 towarzyskim meczu z Finlandią. W 1978 roku został powołany do kadry na Mistrzostwa Świata. Zagrał na nich w meczu z Hiszpanią (0:1). Z tamtego turnieju Szwedzi odpadli po fazie grupowej. W latach 1977–1985 w drużynie narodowej Nilsson rozegrał w sumie 28 spotkań i zdobył 9 bramek.

## Kariera trenerska
W 1988 roku Nilsson został grającym trenerem zespołu Jonsereds IF. Potem był szkoleniowcem Örgryte IS, IK Oddevold, Västra Frölunda IF, BK Häcken oraz reprezentacji Szwecji U-21. Od 2008 trenuje Kopparbergs/Göteborg FC występujący w szwedzkiej ekstraklasie kobiet.